# Hoa hậu Quốc tế 2009

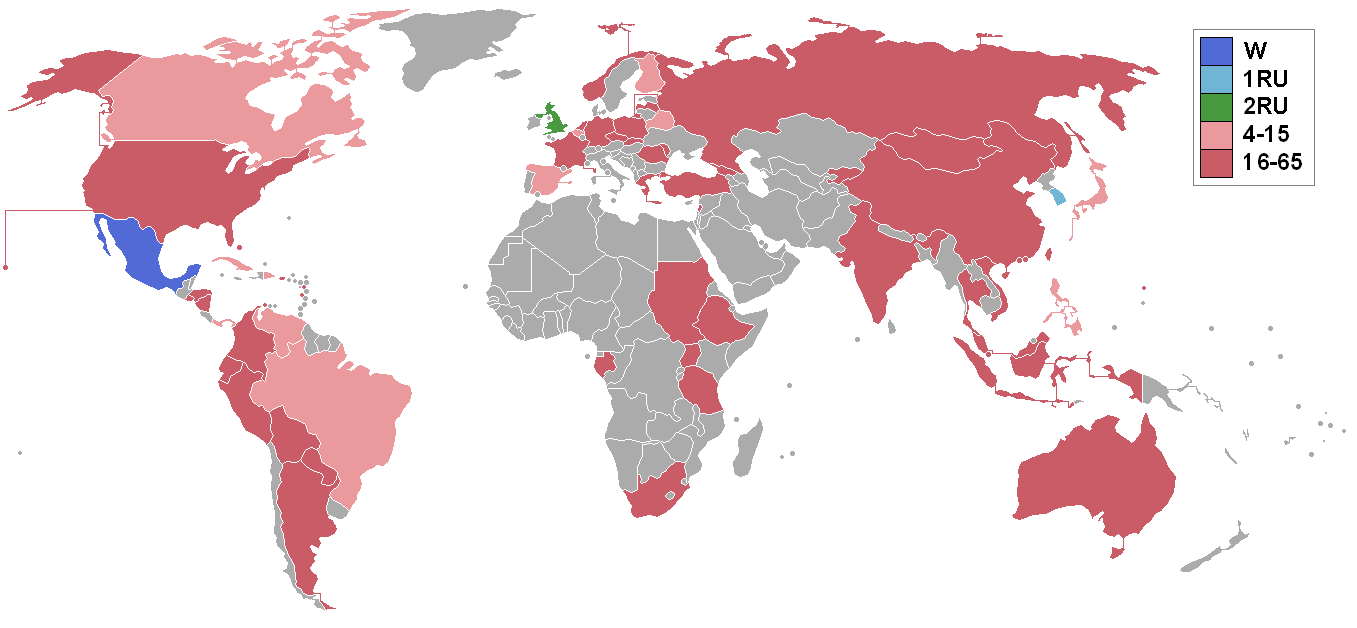
Các quốc gia, vùng lãnh thổ tham dự cuộc thi và kết quả.

Hoa hậu Quốc tế 2009, là cuộc thi Hoa hậu Quốc tế lần thứ 49 đã diễn ra tại Tứ Xuyên, Trung Quốc. Có 65 thí sinh tham gia đêm chung kết cuộc thi vào 28 tháng 11 năm 2009. Alejandra Andreu, Hoa hậu Quốc tế 2008 đã trao vương miện cho người kế nhiệm tại đêm chung kết là cô Anagabriela Espinoza từ Mexico.

## Kết quả

### Thứ hạng
| Kết quả              | Thí sinh |
| -------------------- | --- |
| Hoa hậu Quốc tế 2009 | - Mexico – Anagabriela Espinoza |
| Á hậu 1              | - Hàn Quốc – Seo Eun-mi |
| Á hậu 2              | - Anh Quốc – Chloe-Beth Morgan |
| Top 15               | - Belarus – Yana Supranovich - Bỉ – Cassandra D'Ermilio - Brazil – Rayanne Morais - Venezuela – Laksmi Rodriguez - Cuba – Patricia Rosales - Tây Ban Nha – Melanie Santiago - Phần Lan – Linda Wikstedt - Cộng hòa Dominican – Victoria Fernandez - Panama – Joyce Jacobi - Philippines – Melody Gersbach † - Nhật Bản – Yuka Nakayama - Canada – Chanel Beckenlehner |

### Các giải thưởng đặc biệt[1]
| Giải thưởng                 | Thí sinh                        |
| --------------------------- | ------------------------------- |
| Hoa hậu Thân thiện          | - Trung Quốc - Wang Qian        |
| Hoa hậu Ảnh                 | - Hàn Quốc - Seo Eun-mi         |
| Trang phục dân tộc đẹp nhất | - Honduras - Kenia Andrade      |
| Hoa hậu qua điện thoại      | - Hoa Kỳ - Aileen Jan Yap       |
| Hoa hậu qua mạng            | - Moldova - Catalina Stascu     |
| Làm từ thiện hiệu quả       | - Moldova - Catalina Stascu     |
| Hoa hậu Thân thiện          | - Nhật Bản - Yuka Nakayama      |
| Hoa hậu tiềm ẩn             | - Hồng Kông - Lý Tư Mẫn         |
| Hoa hậu Thành Đô            | - Mexico - Anagabriela Espinoza |
| Hoa hậu sức sống            | - Nga - Ksenia Hrabovskaya      |

## Thí sinh
| Quốc gia             | Thí sinh                | Tuổi | Chiều cao (cm) | Chiều cao (ft) | Quê quán            |
| -------------------- | ----------------------- | ---- | -------------- | -------------- | ------------------- |
| Argentina            | Mercedes Viaña          | 19   | 174            | 5'9.5"         | Santiago del Estero |
| Aruba                | Christina Trejo         | 21   | 175            | 5'9"           | Companashi          |
| Úc                   | Kelly Louise Maguire    | 23   | 174            | 5'8.5"         | Sydney              |
| Bahamas              | Aisha Delaney           | 21   | 178            | 5'10"          | Nassau              |
| Belarus              | Yana Supranovich        | 21   | 180            | 5'11"          | Minsk               |
| Bỉ                   | Cassandra D'Ermilio     | 21   | 175            | 5'9"           | Quaregnon           |
| Bolivia              | Laura Olivera           | 18   | 173            | 5'8"           | Yacuiba             |
| Brazil               | Rayanne Morais          | 21   | 174            | 5'8.5"         | Divinópolis         |
| Canada               | Chanel Beckenlehner     | 21   | 173            | 5'8"           | Toronto             |
| Trung Quốc           | Qian Wang               | 19   | 171            | 5'7.5"         | Thành Đô            |
| Trung Hoa Đài Bắc    | Yi Chih Chen            | 22   | 168            | 5'6"           | Đài Bắc             |
| Colombia             | Lina Mosquera           | 20   | 180            | 5'11"          | Quibdó              |
| Cuba                 | Patricia Rosales        | 23   | 179            | 5'10.5"        | Niquero             |
| Séc                  | Darja Jacukevičová      | 22   | 180            | 5'11"          | Veselí nad Moravou  |
| Cộng hòa Dominica    | Victoria Fernández      | 22   | 178            | 5'10"          | Santiago            |
| Ecuador              | Isabela Chiriboga       | 20   | 174            | 5'8.5"         | Quito               |
| El Salvador          | Vanessa Hueck           | 22   | 178            | 5'10"          | San Salvador        |
| Ethiopia             | Rahel Woldekirkos       | 24   | 178            | 5'10"          | Addis Ababa         |
| Phần Lan             | Linda Wikstedt          | 20   | 174            | 5'8.5"         | Helsinki            |
| Pháp                 | Mathilde Muller         | 20   | 176            | 5'9.5"         | Valence             |
| Gabon                | Cynthia Mboumba         | 22   | 172            | 5'7.5"         | Libreville          |
| Georgia              | Maria Sarchimelia       | 25   | 174            | 5'8.5"         | Tbilisi             |
| Đức                  | Valora Roucek           | 19   | 168            | 5'6"           | Köln                |
| Hy Lạp               | Diana Igropoulou        | 19   | 177            | 5'9.5"         | Athens              |
| Guadeloupe           | Joelle Clamy            | 25   | 184            | 6'0.5"         | Petit-Canal         |
| Honduras             | Kenia Andrade           | 23   | 170            | 5'7"           | Los Angeles         |
| Hồng Kông            | Lý Tư Mẫn               | 22   | 168            | 5'6"           | Hồng Kông           |
| Ấn Độ                | Harshita Saxena         | 22   | 175            | 5'9"           | Goa                 |
| Indonesia            | Ayu Diandra Sari        | 21   | 173            | 5'8"           | Denpasar            |
| Nhật Bản             | Yuka Nakayama           | 19   | 173            | 5'8"           | Fukuoka             |
| Hàn Quốc             | Seo Eun-mi              | 22   | 175            | 5'9"           | Seoul               |
| Kyrgyzstan           | Altynai Ismankulova     | 21   | 170            | 5'7"           | Bishkek             |
| Latvia               | Anda Pudule             | 22   | 173            | 5'8"           | Riga                |
| Liban                | Sarah Mansour           | 20   | 174            | 5'8.5"         | Beirut              |
| Ma Cao               | Yvonne Yang             | 21   | 179            | 5'10.5"        | Ma Cao              |
| Malaysia             | Tay Tze Juan            | 20   | 173            | 5'8.5"         | Batu Pahat          |
| Martinique           | Nathaly Peters          | 19   | 175            | 5'9"           | Fort-de-France      |
| Mexico               | Anagabriela Espinoza    | 21   | 180            | 5'11"          | Monterrey           |
| Moldova              | Catalina Stascu         | 18   | 173            | 5'8"           | Chişinău            |
| Mông Cổ              | Badamgerel Khurelbaatar | 19   | 178            | 5'10"          | Ulaanbaatar         |
| Hà Lan               | Roline Hund             | 20   | 174            | 5'8"           | Almere              |
| Nicaragua            | Slilma Ulloa            | 23   | 168            | 5'6"           | Matagalpa           |
| Quần đảo Bắc Mariana | Sorene Maratita         | 19   | 163            | 5'4"           | Saipan              |
| Na Uy                | Beatrice M. Delås       | 18   | 175            | 5'9"           | Sellebakk           |
| Panamá               | Joyce Jacobi            | 21   | 170            | 5'7"           | David               |
| Paraguay             | Romina Bogado           | 25   | 175            | 5'9"           | Asunción            |
| Perú                 | Alejandra Pezet         | 20   | 175            | 5'9"           | Lima                |
| Philippines          | Melody Gersbach         | 23   | 175            | 5'9"           | Daraga              |
| Ba Lan               | Angelika Jakubowska     | 20   | 176            | 5'9.5"         | Lubań               |
| Puerto Rico          | Mónica Pastrana         | 20   | 177            | 5'9.5"         | Manatí              |
| Romania              | Iuliana Capsuc          | 20   | 174            | 5'8.5"         | Bucharest           |
| Nga                  | Ksenia Hrabovskaya      | 18   | 176            | 5'9.5"         | Khabarovsk          |
| Singapore            | Annabelle Liang         | 23   | 169            | 5'6.5"         | Singapore           |
| Slovakia             | Soňa Skoncová           | 22   | 174            | 5'8.5"         | Prievidza           |
| Nam Phi              | Bokang Montjane         | 23   | 174            | 5'8.5"         | Johannesburg        |
| Tây Ban Nha          | Melanie Santiago        | 21   | 174            | 5'8"           | Málaga              |
| Sudan                | Suna William            | 23   | 168            | 5'6"           | Darfur              |
| Tanzania             | Illuminata James        | 24   | 176            | 5'9.5"         | Mwanza              |
| Thái Lan             | Picha Nampradit         | 23   | 178            | 5'10"          | Kanchanaburi        |
| Thổ Nhĩ Kỳ           | Begüm Yılmaz            | 21   | 180            | 5'11"          | Izmir               |
| Uganda               | Pierra Akwero           | 22   | 177            | 5'9.5"         | Entebbe             |
| Anh Quốc             | Chloe-Beth Morgan       | 23   | 171            | 5'7.5"         | Cwmbran             |
| Hoa Kỳ               | Aileen Yapp             | 21   | 170            | 5'7"           | Houston             |
| Venezuela            | Laksmi Rodríguez        | 24   | 178            | 5'10"          | Caracas             |
| Việt Nam             | Trần Thị Quỳnh          | 24   | 174            | 5'8.5"         | Hải Phòng           |

## Chú ý

### Lần đầu tham gia
| - Cuba - Gabon - Georgia | - Kyrgyzstan - Uganda |

### Trở lại
| - Lần cuối tham gia vào năm 2000: - Nam Phi - Lần cuối tham gia vào năm 2001: - Hà Lan - Lần cuối tham gia vào năm 2002: - Moldova - Lần cuối tham gia vào năm 2004: - Romania | - Lần cuối tham gia vào năm 2005: - Nicaragua - Lần cuối tham gia vào năm 2006: - Martinique - Quần đảo Bắc Mariana - Sudan - Lần cuối tham gia vào năm 2007: - Honduras |

### Bỏ cuộc
| - Guatemala - Hawaii - Ý - Liberia - New Zealand - Congo | - Serbia - Sri Lanka - Suriname - Thụy Điển - Ukraine - Zambia |

## Nhật ký thí sinh
- Brazil: Rayanne Morais đoạt Á hậu 3 Miss World University 2007.
- Mexico: Anagabriela Espinoza lọt vào top 15 Hoa hậu Thế giới 2008 đồng thời đoạt giải Hoa hậu Bãi biển
- Philippines:Melody Gersach đã qua đời vào tháng 8 năm 2010 do tai nạn giao thông, người trang điểm và tài xế cũng tử nạn, trong cuộc thi này cô đã lọt vào top 15 người đẹp nhất.
- Vương quốc Anh: Laura Coleman đã đại diện Anh tham dự Hoa hậu Thế giới 2008.
- Việt Nam: Trần Thị Quỳnh từng đăng quang Hoa hậu Thể thao Việt Nam 2007.